# Барбаро, Моника
Моника Барбаро (род. 17 июня 1990, Сан-Франциско, Калифорния) — американская актриса, наиболее известная по главным ролям во втором сезоне сериала Lifetime «Нереально» (2016) и в криминальном сериале NBC «Полиция Чикаго» (2016—2017) и юридическом криминальном сериале NBC «Правосудие Чикаго» (2017). Затем последовали главные роли и роли второго плана на телевидении: Кора Васкес в комедийном драматическом сериале Netflix «Хороший полицейский» (2018), Лиза Эппл в комедийном сериале ABC «Разделимся вместе» (2018—2019) и Эмма Бруннер в комедийном экшн-сериале Netflix «ФУБАР» (2023—2025).
После дебюта в полнометражном кино в биографической драме «Собор» (2021) Барбаро получила признание благодаря роли второго плана Наташи «Феникс» Трейс в боевике «Топ Ган: Мэверик» (2022), который был номинирован на премию «Оскар» в категории лучший фильм, а также за роль Джоан Баэз в биографической драме «Боб Дилан: Никому не известный» (2024).

## Биография
Барбаро родилась 17 июня 1990 года в Сан-Франциско, выросла в Милл-Валли, где окончила среднюю школу Тамалпаис в 2007 году. Её родители развелись, когда она была ещё ребёнком. Барбаро начала заниматься танцами в детстве и продолжила изучать балет. Параллельно с факультативами по актёрскому мастерству она получила степень по танцам в Школе искусств Тиш при Нью-Йоркском университете. После окончания учёбы в 2010 году она решила заняться актёрским мастерством и вернулась в Сан-Франциско. Там она снялась в рекламе, короткометражном фильме, нашла агента и поступила в актёрскую школу Beverly Hills Playhouse.
Барбаро привлекла к себе внимание в 2013 году благодаря главной роли в фильме «Дело не в гвоздях», вирусной комедии о коммуникации в браке. Её первой крупной телевизионной ролью стала роль Яэль во втором сезоне телесериала «Нереально» от Lifetime. Позднее Барбаро присоединилась к актёрскому составу юридической драмы NBC «Правосудие Чикаго», в которой она сыграла Анну Вальдез. В 2018 году Барбаро также сыграла Кору Васкес в сериале Netflix «Хороший коп», вместе с Джошем Гробаном и Тони Данза. В период с 2018 по 2019 год Барбаро сыграла эпизодическую роль в ситкоме ABC «Разделенные вместе». В блокбастере 2022 года «Топ Ган: Мэверик» Барбаро сыграла лейтенанта Наташу «Феникс» Трейс, пилота морской авиации.
В следующем году Барбаро снялась в романтической комедии «В полночь» (2023). Фильм получил смешанные отзывы, но Барбаро заслужила признание за свою игру. San Francisco Chronicle пишет: «Барбаро… доказывает с кажущимся непринуждённым обаянием, что она может играть в романтических комедиях». Барбаро, профессиональная танцовщица, смогла проявить свои таланты в сцене, где двое главных героев танцуют сочетание сальсы и танго.
В 2024 году она сыграла активистку и фолк-певицу Джоан Баэз в байопике о Бобе Дилане «Боб Дилан: Никому не известный» режиссёра Джеймса Мэнголда с Тимоти Шаламе в главной роли.
По состоянию на февраль 2025 года Барбаро встречается с актёром Эндрю Гарфилдом.

## Фильмография

### Кино
| Год  | Русское название               | Оригинальное название | Роль                  | Примечания    |
| ---- | ------------------------------ | --------------------- | --------------------- | ------------- |
| 2013 |                                | Bullish               | Ева                   |               |
| 2021 |                                | The Cathedral         | Лидия                 |               |
| 2022 | Топ Ган: Мэверик               | Top Gun: Maverick     | Наташа «Феникс» Трейс |               |
| 2022 |                                | I'm Charlie Walker    | Пегги                 |               |
| 2023 |                                | At Midnight           | Софи Уайлдер          |               |
| 2024 | Боб Дилан: Никому не известный | A Complete Unknown    | Джоан Баэз            |               |
| 2026 | Преступление 101               | Crime 101             |                       | пост-продакшн |
|      | Искусственный                  | Artificial            | Мира Мурати           | Съёмки        |